# 岡村喬生
岡村 喬生（おかむら たかお、1931年10月25日 - 2021年1月6日）は、日本のバス歌手。NPOみんなのオペラ・芸術総監督。東京都出身。

## 人物
東京府出身で4歳の時、銀行員だった父の転勤で北海道に移住。
小中学校時代を札幌、小樽、室蘭、留萌、深川などで過ごし、旧制札幌市立中学在学中に学制改革に遭い、新制高校2年の時に上京して開成高等学校に転入。開成高校時代は応援団に所属。開成高校卒業後、現役で早稲田大学第一政治経済学部新聞学科に入学。当初は新聞記者志望だったが、声の大きさが注目されてグリークラブに誘われ、バリトン歌手として音楽活動を開始。早稲田大学在学中、東京放送合唱団に準団員として迎えられ、齋藤秀雄の指導を受ける。
大学卒業後はNHKと朝日新聞と日本航空の入社試験に失敗し、東京放送合唱団に正団員として就職、NHK招聘の第2次イタリア歌劇団公演で唯一の日本人ソリストとしてマリオ・デル・モナコやティト・ゴッビと共演。
1959年、政府給費留学生としてイタリアに渡り、ローマ・サンタ・チェチーリア音楽院声楽科卒を経て、ウィーン国立音楽アカデミー・リート・オラトリオ科修了。
1960年にイタリアのヴィオッティ国際音楽コンクール声楽部門で金賞、フランスのトゥールーズ国際声楽コンクールで優勝した。
1966年のオーストリアのリンツ市立歌劇場を皮切りに、西ドイツのキール、ケルン両歌劇場の専属第一バスとして活動。また、ローマ、パリ、ベルリン、ミュンヘン、ブリュッセル、ザグレブなどを経てヨーロッパ各地で第一バスとして活躍した。
1973年、イシュトヴァン・ケルテスがテルアヴィヴの海岸で溺死した時一緒にいた。
1979年に日本へ帰国。オペラだけでなく、執筆、講演会、テレビ番組の司会やドラマ、映画などで活躍し、CDだけでなく、本を出している。
2021年1月6日、慢性腎不全のため死去。89歳没。

## テレビ出演
ワイドショー
- 『ミッドナイトショー』- 司会（テレビ朝日、1979年 - 1980年）

テレビドラマ
- 『憲法はまだか』- 楢橋渡役（NHK、1996年）
- 『3番テーブルの客』 - アンドリュー堺役（フジテレビ、1997年）
- 『徳川慶喜』- 大原重徳役（NHK、1998年）
- 『はれ時々くもり』- 津田竹彦役（TBS、1999年）

## 映画出演
- 『静かな生活』（監督：伊丹十三、東宝・伊丹プロダクション、1995年）
- 『プッチーニに挑む ～岡村喬生のオペラ人生～』（2012年5月　本人役主演）[7]

2011年にイタリアで行われたプッチーニ音楽祭において、プッチーニ作曲のオペラ「蝶々夫人」の外国における日本誤認の扱いを是正すべく、同作品の上演を演出した時の密着ドキュメンタリー作品。

## CM
- 明治製菓カール - 1998年にコマーシャルソング歌唱を担当[8]。
- すかいらーく － 1980年代に文化放送で大量にオンエアされ、『吉田照美の夜はこれからてるてるワイド』で『オペラの岡村』コーナーが出来た。

## 著書
- 『ヒゲのオタマジャクシ世界を泳ぐ』（新潮社）1983　のち文庫
- 『オタマジャクシ酩笑曲』黒鉄ヒロシイラスト 新潮社 1984
- 『渡る世界にオニはない ヒゲのオタマジャクシの食・旅そして歌』読売新聞社 1988
- 『Viva opera 魅惑のオペラへの招待』主婦の友社 1990
- 『岡村喬生の本音のコラム101話』東京新聞出版局 1990
- 『三つの頑張らない人生』（近代文芸社）1996
- 『オペラの時代に 歴史と名作を楽しむ』（新潮選書）1998
- 『歌うオタマジャクシ世界奮泳記』（東京新聞出版局）2001